# Street trash
Street trash és una pel·lícula de body horror i comèdia negra estatunidenca del 1987 dirigida per J. Michael Muro (acreditat com a Jim Muro). Va guanyar el premi Silver Raven al Festival Internacional de Cinema Fantàstic de Brussel·les. La pel·lícula ha adquirit l'estatus de clàssic de culte i és una de les pel·lícules conegudes com a melt movies.

## Argument
El propietari d'una botiga de licors de Greenpoint, a Brooklyn, troba una caixa d'una beguda barata al soterrani. Fa més de 60 anys que hi és i s'ha fet malbé, però decideix vendre'l als hobos locals de totes maneres. Malauradament, quan hom en beu es fon horriblement. Al mateix temps, dos germans sense sostre troben maneres diferents de fer front al sensellarisme mentre s'instal·len en un desballestador. Mentrestant, un policia motivat intenta esclarir les morts alhora que pretén acabar amb la tirania d'un veterà trastornat del Vietnam anomenat Bronson que ha convertit el desballestador en el seu regne.
La pel·lícula està plena de morts còmiques. També conté la coneguda escena dels severed privates on un grup de personatges juga amb els genitals tallats d'un d'ells mentre intenta recuperar-los sense èxit.

## Producció
Roy Frumkes es va encarregar del guió, segons el National Board of Review: «el vaig escriure per a ofendre democràticament a tots els grups del planeta i, com a resultat, el mercat juvenil el va acceptar com una obra renegada ideal per a passis de matinada». La pel·lícula es va basar en un curtmetratge de deu minuts dirigit per J. Michael Muro i protagonitzada per Mike Lackey. Bryan Singer va treballar a la pel·lícula com a maquinista.
Les escenes eliminades inclouen una seqüència de ball de ferralla i una subtrama que implica la relació entre Fred (Mike Lackey) i Bronson, unes seqüències que s'inclouen al documental The Meltdown Memoirs.
La pel·lícula es va estrenar als cinemes als Estats Units el juny de 1987. També es va estrenar en VHS el mateix any. El 2005, Synapse Films va comercialitzar una versió remasteritzada de la pel·lícula. El 2006 es va anunciar un segon llançament de Synapse Films, amb el documental The Meltdown Memoirs del guionista Roy Frumkes que inclou entrevistes amb la majoria del repartiment i el curtmetratge original en 16 mm de Street trash.